# Газовый свет (фильм, 1944)
«Газовый свет» (англ. Gaslight) — американский триллер Джорджа Кьюкора (1944) с участием Ингрид Бергман, Шарля Буайе, Джозефа Коттена и Анджелы Лэнсбери (в её кинодебюте). Снят по одноимённой пьесе Патрика Гамильтона (1938), которая ставилась в Америке под названием «Улица ангела» и была уже экранизирована в Англии в 1940 году. С названием и содержанием фильма связан термин «газлайтинг», являющийся одной из форм психологического насилия, манипуляции. Такое воздействие прежде всего направлено на то, чтобы заставить человека сомневаться в адекватности своего восприятия окружающей действительности, почувствовать неуверенность.
Фильм был снят и вышел на экраны в 1944 году, имел успех у публики и у критиков. Киноведы отмечали богатые декорации и детали, воссоздающие викторианскую эпоху, напряжённость действия, актёрский ансамбль. Авторы были номинированы на семь премий «Оскар», получив две из них: лучшая женская роль и лучшие художники-декораторы. В 2001 году по версии Американского института киноискусства он вошёл в список «100 самых остросюжетных американских фильмов за 100 лет по версии AFI». В 2019 году включён в Национальный реестр фильмов США.

## Сюжет
Викторианская Англия. Ещё в детстве Пола Олквист покинула Лондон, где в 1875 году была задушена её тётя и опекунша — известная оперная прима. Она начинает жить в Италии, где, повзрослев, знакомится с пианистом Грегори Энтоном, который аккомпанирует её учителю пения. Грегори убеждает её, что у неё нет певческих данных, уговаривает вернуться в её лондонский дом, где произошло убийство тётки, и она соглашается. Тайна убийства её воспитательницы и судьба пропавших драгоценностей до сих пор не раскрыты. Глава семьи нередко оставляет супругу в одиночестве под предлогом работы в отдельной студии, и через равные паузы после его уходов свет в газовых рожках дома начинает медленно слабеть. Мрачная атмосфера дома начинает угнетать Полу, она практически перестаёт выходить на улицу. Ко всему прочему ей кажется, что по вечерам в доме слегка меркнет газовый свет, а на пустом заколоченном чердаке, где собраны вещи тёти, над её головой раздаются тихие шорохи и шаги. Девушка чувствует, что постепенно сходит с ума, в чём её пытается убедить муж, подстраивая ей различные ловушки. На самом же деле это Грегори, делая вид, будто уходит работать в съёмную студию, обходит квартал кругом, возвращается через соседний дом и всю ночь роется в вещах тётки Полы, ища спрятанные драгоценности, про которые Пола не знает. Его настоящее имя Сергис Бауэр, именно он убийца её тети и одержим поисками пропавших драгоценностей.
Инспектор Брайан Камерон, давний поклонник покойной певицы, потрясённый внешним сходством двух женщин, начинает следить за домом, постепенно убеждаясь, что происходящее связано с преступлением десятилетней давности. В тот же вечер Грегори наконец обнаруживает драгоценности, спрятанные на виду, замаскированные под бижутерию. Когда Грегори возвращается ночью, он замечает, что дома был кто-то посторонний, так как кто-то рылся в его столе. Однако прислуга по указанию Брайана говорит, что никто не приходил. Поле кажется, что приход полицейского ей привиделся. На самом деле полицейский вышел из дома, вернулся через чердак и неожиданно появляется перед Грегори. Тот пытается застрелить детектива, но не попадает и пытается бежать. Брайану удаётся поймать и связать мужа Полы, но тот пытается доказать, что все обвинения против него — выдумка. Он пытается подговорить жену освободить его, однако Пола больше ему не верит и Грегори арестовывают.

## Создатели

### Актёрский состав
| Актёр            | Роль                  |
| ---------------- | --------------------- |
| Ингрид Бергман   | Пола Олквист          |
| Шарль Буайе      | Грегори Энтон         |
| Джозеф Коттен    | Брайан Камерон        |
| Мэй Уитти        | мисс Бэсси Туэйтс     |
| Анджела Лэнсбери | служанка Нэнси Оливер |
| Барбара Эверест  | Элизабет Томпкинс     |
| Хизер Тэтчер     | леди Милдред Делрой   |
| Лоренс Гроссмит  | лорд Фрэдди Делрой    |
| Эмиль Рэмю       | маэстро Гуарди        |
| Терри Мур        | юная Пола Олквист     |
| Гибсон Гоуленд   | слуга                 |

### Съёмочная группа
- режиссёр: Джордж Кьюкор
- продюсер: Артур Хорнблоу
- сценарий: Йон ван Дрютен, Уолтер Райш, Джон Балдерстон
- оператор: Джозеф Руттенберг
- композитор: Бронислав Капер

## Создание
Фильм снят по одноимённой пьесе британского драматурга Патрика Гамильтона (1938), которая ставилась в Америке под названием «Улица ангела». Она была уже экранизирована в Англии в 1940 году режиссёром Торолдом Дикинсоном и с успехом шла два года на Бродвее. Руководство компании Metro-Goldwyn-Mayer ободрённое успехом пьесы и британского фильма купила права на ремейк у British National Films Company, но с условием, что все существующие копии первой экранизации должны быть уничтожены. Однако фильм Дикинсона всё-таки сохранился, так как у режиссёра остался в неприкосновенности один из негативов. Режиссёром картины был назначен Джордж Кьюкор, который любил и часто экранизировал литературные произведения, многие из которых пьесы («Дама с камелиями», «Ромео и Джульетта», «Женщины», «Филадельфийская история»). Американская версия получила больший бюджет, были использованы более богатые декорации и костюмы воссоздающие викторианскую эпоху.

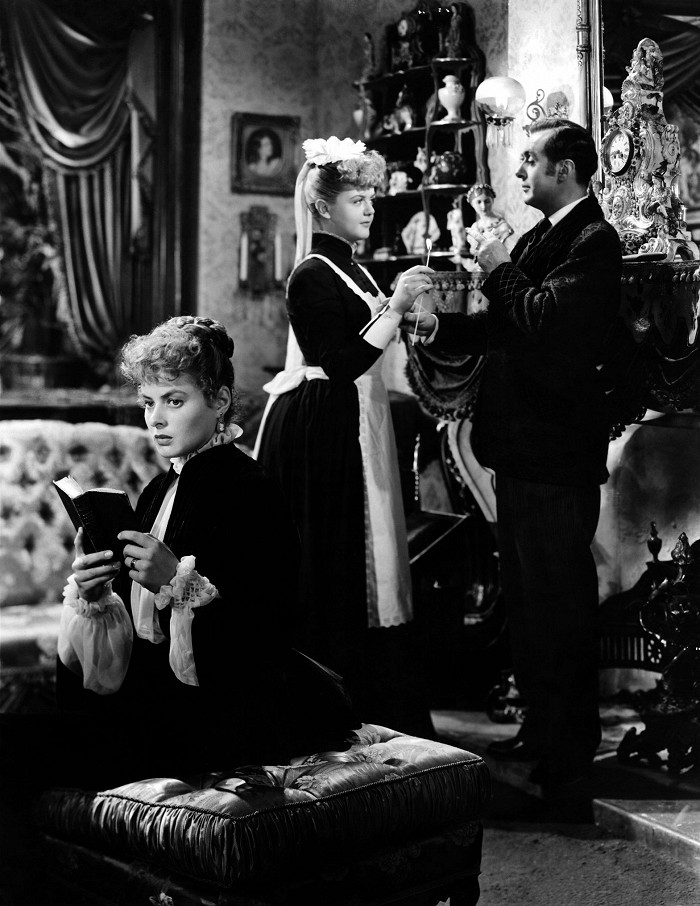
Кадр из фильма: Пола (Бергман), Грегори (Буайе) и Нэнси (Лэнсбери)

На роль главной героини рассматривались актрисы Айрин Данн и Хеди Ламарр, но они отказались. В итоге на главные роли были приглашены такие известные актёры как Ингрид Бергман, Шарль Буайе и Джозеф Коттен. Снявшись в более чем десяти шведских и одном немецком фильмах, Бергман получила приглашение в Голливуд от продюсера Дэвида Селзника. Она заключила с ним контракт и начиная с 1939 года снялась в ряде успешных фильмов. Постепенно она становилась всё более известной и приобретала статус голливудской звезды. В 1944 году от своего американского агента Чарльза Фелдмана (англ. Charles K. Feldman) актриса узнала, что Селзнику поступило предложение о её участии в фильме Кьюкора, основанном на пьесе Гамильтона. Бергман видела её постановку на Бродвее, и она её заинтересовала. Кроме того, она очень хотела сыграть с Шарлем Буайе, утверждённым на роль мужа главной героини. Однако Селзник, ревниво относящийся к соблюдению звёздного статуса своих актёров, первоначально отказывался от её участия в этом фильме, тем более не на его киностудии. Продюсер настаивал на том, чтобы имя Бергман стояло первым в начальных титрах, а не вместе с Буайе, как это предполагалось, но актриса ему возразила, что ей всё равно и она очень хочет сыграть в этой экранизации. В своих мемуарах она вспоминала, что ей стоило большого труда переубедить упрямого Селзника «одолжить» её на MGM: «Я почти потеряла надежду, потому что Шарль Буайе ревниво относился к подобным вещам. Он был звездой гораздо дольше, чем я. Поэтому мне пришлось плакать, рыдать, умолять, прежде чем Дэвид уступил. Правда, с большой неохотой». Съёмки в фильме доставили Бергман большое удовольствие, она с интересом о них вспоминала, но в их ходе она испытала некоторые трудности. Так, ей всегда тяжело давались первые сцены, в которых показаны любовные проявления между героями, так как она предпочитала поближе познакомиться с партнёром, привыкнуть к нему. Так случилось и в этом фильме, когда в одной из первых отснятых сцен она обнимается с Буайе на вокзале. Кроме того, она была выше артиста и приходилось использовать различные кинематографические ухищрения, способные нивелировать на экране разницу в их росте. Для большей достоверности Бергман посещала психиатрические консультации, чтобы посмотреть на поведение пациентов, страдающих психологическими расстройствами.
Фильм стал дебютным для актрисы Анджелы Лэнсбери, гонорар которой составил 500 долларов в неделю. Несмотря на звёздный состав, она не потерялась на фоне известных актёров и чувствовала себя уверенно на съёмочной площадке. Критики отмечали её естественную игру и органичность представленного образа: «Лэнсбери досталась роль разбитной служанки Нэнси с сильным акцентом кокни (действие фильма происходит в викторианской Англии), которая нисколько не сочувствует своей страдающей хозяйке, а вовсе наоборот — флиртует с её мужем и вынашивает собственные планы».

## Газлайтинг

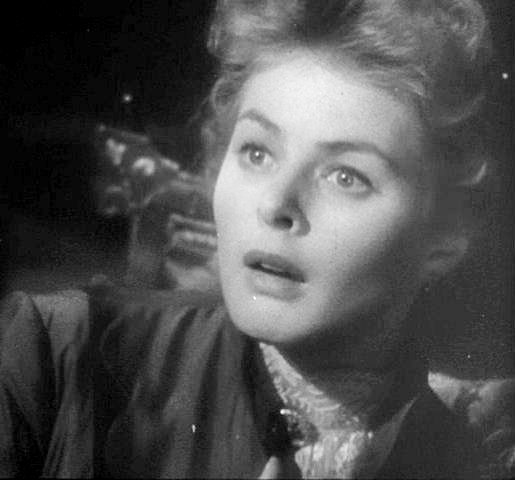
Ингрид Бергман в фильме «Газовый свет»

От названия фильма «Gaslight» в английском языке был образован термин «газлайтинг». Это тип психологического насилия, состоящий в манипуляциях с целью посеять у индивида сомнения в действительности происходящего и в обоснованности собственного восприятия реальности. Под влиянием газлайтинга человек начинает видеть в себе сумасшедшего, чувствовать себя неуверенно, подавленно. Психотерапевт Робин Стерн при анализе подобного поведения ссылается на действия персонажей фильма Кьюкора. По её наблюдению, Пола под влиянием «дьявольского» плана мужа действительно начинает верить, что она начинает сходить с ума, впадает в истерику, становясь «хрупкой и дезориентированной». Чем больше у неё появляется сомнений в способности отдавать отчёт в своих действиях, тем более нервной и неуверенной она становится. Героиня Бергман не знает истинных намерений Грегори, она старается заслужить его поддержку и одобрение, но тот стремится к тому, чтобы убедить её в том, что она действительно сходит с ума. Вырваться из этой психологической западни ей удаётся только после вмешательства инспектора полиции, успокаивающего её тем, что он тоже видит, как тускнеет газовое освещение. Стерн также отмечает, что фильм является иллюстрацией того, что газлайтинг происходит только во взаимоотношениях между двумя людьми:
Грегори нуждается в Поле, чтобы почувствовать свою силу и контроль. Но и Пола нуждается в Грегори. Она идеализировала этого сильного привлекательного мужчину и отчаянно хочет верить, что он позаботится о ней и защитит. Когда Грегори начинает претворять свой коварный план в жизнь, Пола отказывается обвинять его или менять своё отношение к нему. Ей хочется сохранить романтический образ идеального мужа. Неуверенность в себе и идеализация Грегори становятся отличной возможностью для манипуляций.
Стерн также подчёркивает, что в реальной жизни газлайтер редко стремится свести с ума свою жертву, чтобы завладеть её наследством, как это происходит в кино, но последствия таких психологических манипуляций могут быть очень тяжёлыми для их жертвы.

## Приём и критика
Премьера картины состоялась 4 мая 1944 года в Нью-Йорке, а в Британии она вышла через месяц. Картина демонстрировалась в кинотеатрах СССР в качестве «трофейного кино». Согласно отчётам MGM, фильм собрал 2 263 000 долларов в США и Канаде, а также 2 350 000 долларов на других рынках, в результате чего прибыль составила 941 000 долларов.

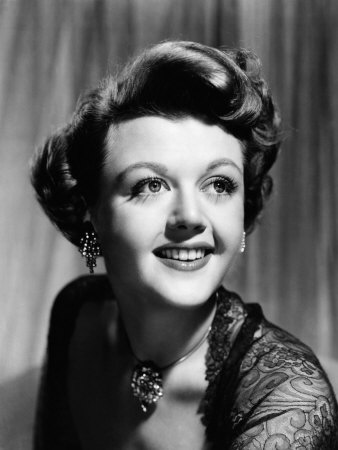
Дебютная роль Анджелы Лэнсбери заслужила номинацию на премию «Оскар» в категории «Лучшая актриса второго плана»

Босли Краузер, после просмотра фильма в 1944 году, с некоторым огорчением отметил, что он в некоторых деталях не соответствует пьесе, но похвалил безупречную актёрскую игру Бергман и Буайе, а также других исполнителей, выделив из них Лэнсбери, Коттена и Уитти. Актёрский дебют начинающей актрисы Анджелы Лэнсбери расценивается как один из самых впечатляющих в истории кино. По версии онлайн-журнала «IndieWire», основанной на опросе ряда критиков, её актёрская работа вошла в список лучших первых появлений на экране. Роберт Дэниелс (англ. Robert Daniels), обосновывая это решение, отмечал, что начинающая актриса довольно многим рисковала, так как неудачное исполнение роли могло ухудшить перспективы её карьеры, но в итоге её игра оказалась выдающейся. По его словам, у её героини дерзкий, независимый и запоминающийся характер: «И в каждой сцене Лэнсбери не прячется в тени. Она не может. Её персонаж слишком смелый, сильный и самоуверенный». Молодая актриса сразу же была номинирована на премию «Оскар» за роль второго плана, но награду так и не получила. Особых похвал заслужила игра Бергман, которая за неё получила свою первую из трёх наград Киноакадемии. Она получила премию «Оскар» в категории «лучшая актриса», а сама церемония прошла 15 марта 1945 года. Номинантка на эту же награду — Барбара Стэнвик заявила прессе, что «является членом фан-клуба Ингрид Бергман и ничуть не сожалеет о потерянном „Оскаре“, потому что её любимая актриса выиграла его и выиграла заслуженно».

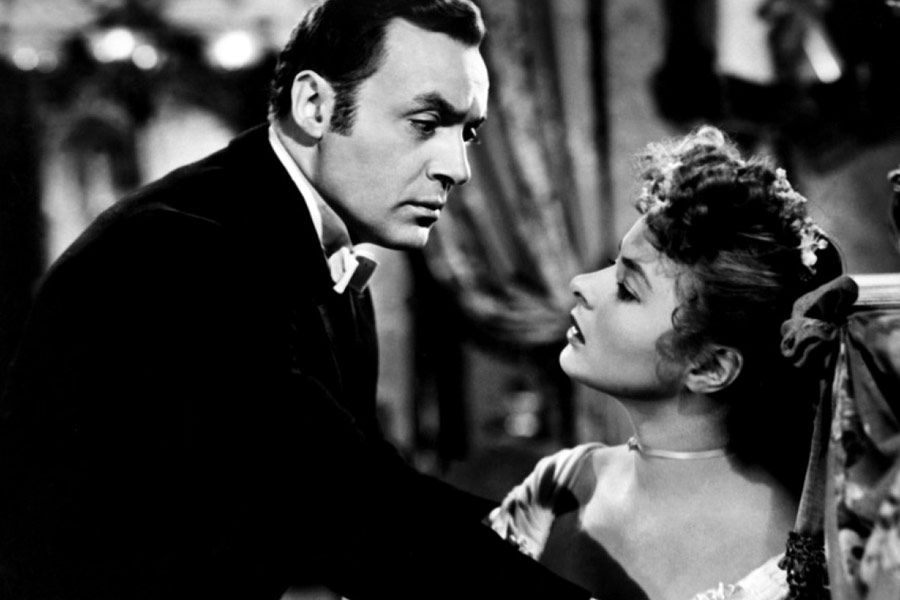
Шарль Буайе и Ингрид Бергман. Кадр из фильма

Неоднократно рассматривался вопрос о жанровой принадлежности картины. Некоторые киноведы считают «Газовый свет» фильмом-нуар, «замаскированным» под костюмный фильм о викторианской эпохе. Американский кинокритик Эмануэль Леви расценил «пропитанный паранойей» триллер Кьюкора как исторический фильм-нуар, действие которого, как и «Жилец» Хичкока (1927) и «Похмельная площадь» (1945) Джона Брама, происходит в эдвардианскую эпоху. По мнению Леви, начало серии фильмов 1940-х годов тематику которых можно описать определением — «не верь своему мужу» — следует начать с таких картин Альфреда Хичкока как «Ребекка» (1940), «Подозрение» (1941) и «Тень сомнения» (1943). Продолжение этих тенденций нашли отражение в фильмах «Джейн Эйр» (1943), «Газовый свет» Кьюкора, «Драгонвик» (1946) Джозефа Манкевича, «Дурная слава» (1946) Хичкока, «Винтовая лестница» (1946) Роберта Сиодмака, «Две миссис Кэрролл» (1947) Питера Годфри, «Извините, ошиблись номером» (1947) Анатоля Литвака, «Спи, моя любовь» (1948) Дугласа Сёрка. Леви писал, что для перечисленных фильмов характерно использование визуальной стилистики нуара, а также сюжетная ситуация, когда молодой и богатой женщине угрожает, ведёт против неё нечистую игру мужчина, часто её муж. Важное значение в подобном повествовании придаётся дому героини, который не является, как это обычно имеет место в голливудских фильмах, символом безопасности, а становится ловушкой ужаса. По наблюдению Жака Лурселя, фильм можно отнести к жанру «„готическая“ мелодрама», который получил распространение в американском кинематографе 1940-х годов и представлял собой близкое, «параллельное» к нуару направление. В подобных картинах часто разрабатывалась история женщины, ставшей жертвой злонамеренных действий своего мужа, а сам сюжет развивался на фоне богатых декораций, особой атмосферы и возрастающего напряжения. К подобным работам французский киновед относил, в частности, следующие фильмы: «Рискованный эксперимент» (1944) Жака Турнёра, «Спи, моя любовь» (1948) Дугласа Сёрка, «Пленница» (1949) Макса Офюльса и другие. «Готической мелодрама» пересекалась не только с нуаром, но и оказала развитие на фильмы ужасов. Американская исследовательница Хелен Хэнсон в своей работе «Голливудские героини: Женщины в фильме нуар и женский готический фильм» дала определение фильмам этого направления — «женская готика» (англ. female gothic). Некоторые исследователи, подчёркивая значение и влияние фильма Кьюкора, относят его к «gaslight genre». По оценке Лурселя, несмотря на довольно удачную британскую постановку Дикинсоном пьесы Гамильтона, она уступает работе Кьюкора: «Между экранизациями нет принципиальных различий, кроме того, что все элементы фильма — воссоздание викторианской атмосферы, красота операторской работы и построения кадра, актёрская игра, напряжённый ритм действия — у Кьюкора выглядят в сто раз блистательнее и совершеннее».
В 2001 году по версии Американского института киноискусства «Газовый свет» вошёл в список «100 самых остросюжетных американских фильмов за 100 лет по версии AFI» (англ. AFI's 100 Years...100 Thrills), заняв 78-е место. В номинации участвовало 400 фильмов, из которых было выбрано 100. В 2019 году включён в Национальный реестр фильмов. В него помещаются картины имеющие «культурное, историческое или эстетическое значение» и выбранные Национальным советом США по сохранности фильмов для хранения в Библиотеке Конгресса.

## Премии
«Оскар» — 1944
- Оскар — «Лучшая актриса»: Ингрид Бергман
- Оскар — «Лучшие художники-декораторы»: Седрик Гиббонс, Уильям Феррари (декораторы), Эдвин Б. Уиллис, Пауль Хульдшински (декораторы)
- Оскар — номинация «Лучшая актриса второго плана»: Анджела Лэнсбери
- Оскар — номинация «Лучший фильм»
- Оскар — номинация «Лучший актёр»: Шарль Буайе
- Оскар — номинация «Лучший оператор»: Джозеф Руттенберг
- Оскар — номинация «Лучший сценарист»: Джон Вэн Друтен, Вальтер Райш и Джон Л. Болдерстон